# Холандски језик
Холандски језик (холандски Nederlandsⓘ, Nederlandse taal; изворно: duits der nederen landen, односно de duitse taal der nederen landen/њемачки језик ниских земаља, такође: Nederduits/доњоњемачки језик), према холандској регији Холандији, из чијих се нарјечја холандски књижевни језик (доњоњемачки стандардни језик) првенствено развио, убраја се, као и њемачки језик, у германску грану индоевропских језика. Холандски језик се већином користи у Холандији, Белгији, те неким бившим и садашњим холандским колонијама. Варијанта холандског, која се користи у Белгији, понекад се назива фламанским језиком. Највећи утицај је холандски добио од француског и латинског, а од скорије и од енглеског.

## Поријекло и развитак
Холандски језик је један од западногерманских језика. Настао је из доњофраначког (једне од грана доњоњемачког) и других дијалеката доњоњемачкога језика, те се даље развијао у „нижим земљама Франачке" – сјеверозападно од Бенратер линије. Наука о индогерманским језицима/Германистика смјешта холандски језик као западну грану доњоњемачког језика уз бок доњосаксонског језика и источнодоњоњемачке гране њемачког језика. Говорници доњоњемачких (сјеверноњемачких) нарјечја и они који их разумију, у правилу су способни (већим дијелом) разумјети и холандски. Холандски се језик стога с правом може описати као страни језик којег германофони најлакше могу научити. Због, у поређењу с холандским, сложеније њемачке граматике, ова изјава додуше не вриједи и за говорнике холандског језика који науче њемачки.
Првобитно се, а и данас претежно, холандски говори у Холандији, фламанском дијелу Белгије, у Бриселу, као и у пограничним регијама Француске и Њемачке. На језичној граници према њемачкоме нарјечја холандског односно доњофраначког непримјетно прелазе у западносредњоњемачка нарјечја, која су такође франачког поријекла.
Холандски се заснива на доњоњемачком књижевном језику 17. стољећа, који је поступно био обогаћиван изразима из нарјечја покрајина Брабант и Холандије. Старија варијанта био је прекорегионални језик Ханзе, који је био у употреби у Антверпену, Брижу, а недуго потом и у Холандији, гдје се проширио као језик трговине и учености. Посуђенице долазе из француског те у новије вријеме претежно енглеског језика. Што се рјечника тиче, холандски је у знатно већој мјери од савременог њемачког очувао староњемачке ријечи. Даљи језични развитак и нови облици данашњег њемачког језика никад нису успјели ући у холандски језик, па тако у (књижевноме) њемачком већ нестали појмови настављају живјети у холандском (нпр. Oorlog, lenen, kiezen, verbazen). За разлику од књижевног њемачког, ријечи су гласовно непромијењене = "platt" (= ravne), дакле нису судјеловале у промјени сугласника у њемачком књижевном језику.

## Историјски преглед
Историја холандског језика често се дијели на сљедеће фазе:
- Старохоландски (отприлике 800-1100) – овим појмом означују се старофраначки дијалекти који су се простирали на данашњем холандском говорном подручју. Ти су дијалекти тек слабо утврђени, будући да су њихови трагови незнатни.
- Под средњохоландским (отприлике 1100-1500) подразумијевају се фламанска и брабантска нарјечја доњофраначког која су делимично била пренесена и у писани облик. Из овога су раздобља усменом предајом сачувана значајна дјела дворског и витешког пјесништва. Средњохоландски се обично звао "dietsch" или "dütsch". Од те речи потиче енглеска реч Dutch за холандски
- Новохоландски (од 16. стољећа) се напротив заснива на прекорегионалноме доњоњемачком књижевном језику (nederdytsch; nederduitsch; „средњодоњоњемачки"). Од 17. стољећа те посебно јако средином 20. стољећа доњоњемачки је у сјеверној Њемачкој поступно потискиван од књижевног њемачког (навластито у градовима) те данас још постоји само у облику регионалних дијалеката. У Фландрији, Брабанту и Холандији се међутим доњоњемачки развио у савремени холандски књижевни језик.

Средишњи догађај у историји холандског језика било је довршење "Statenbijbel" (=Државне Библије) између 1618. и 1637. Она има слично значење као и њемачки превод Библије Мартина Лутера. Пријевод је настао по налогу црквеног сабора у Дордрехту те се усмјеравао према аутентичним грчким изворницима. Пријевод Библије битно је допринио поједностављењу језика.
Даља значајна издања, која су утицала на настанак јединственог језика, била су први холандски граматички приручник Twe-sprack vande Nederduitsche letterkunst, Шпигел, дјело настало радом Хендрика Лауренсцона и других чланова угледне амстердамске „Редеријкерскамер“ око 1584, и темељно дјело Aanleidinghe ter Nederduitsche Dichtkunste, које је 1650. написао Јуст ван ден Вондел.

## Читање и фонетика
Читање и фонетика се у овом примеру базирају на стандардном књижевном холандском.

### Самогласници

#### Монофтонзи
- a: [аː] ако је после њега један сугласник
- a: [ɑ] ако је после њега двоструки сугласник
- e, ee, ë, é: [eː] ако је после њега један сугласник. Звучи као у енглеској речи may
- e: [⁠ɛ⁠] ако је после њега двоструки сугласник
- e, еn: [⁠ə⁠] тако се e чита када се налази у средини на крају или при крају речи или у префиксу ge-. En се тако чита на крају речи
- eu: [øː] (или мукло е), каже се е, само се скупе усне у круг као да ће се рећи о
- i, ï: [ɪ]
- ie: [i]
- o: [⁠ɔ⁠] када се после њега налази један сугласник
- o, oo, ö: [oː] када се после њега налази двоструки сугласник. Звучи као у енглеској речи go
- oe: [u⁠⁠]
- u, ü, y: [ʏ⁠] (или фућкајуће и), каже се и, само се скупе усне у круг као да ће се рећи у. Овако се читају ако се после њих налази двоструки сугласник
- u, ü, y: [y] овако се читају ако се после њих налази један сугласник или су удвостручени. Треба рећи да је овај глас затворенији од гласа [ʏ⁠].

У примерима је већ примећено да се самогласници разликују по дужини у зависности од тога где се налазе.

#### Дифтонзи
- au, auw, ou, ouw: [au̯]
- eeuw: [eːu̯]
- ieuw: [iu̯]
- ij, ei: [ɛi̯]
- ui, uij, uy: [œy̯]
- uw: [yu̯]

Дијарезе у холандском претежно служе да би могао да се дифтонг посматра као два одвојена гласа, а не као један глас, нпр.: België [bəlχɪə], да нема у тој ријечи дијареза, читало би се [bəlχi]. Такође, дијарезе се у дифтонгу или чак у трифтонгу додају на последњи самогласник тог дифтонга или трифтонга, нпр.: tweeënnegentig.

### Сугласници
- c: [s] када се налази испред e и i
- c: [k] у осталим случајевима. Када је c само како год се чита (да није у диграфима ch и ck) налази се углавном се налази у страним речима и властитим именима
- ch: [x]
- ck: [k]
- dj: [d͡ʒ] или [d͡ʑ]
- er: [ɹ]
- f, ph: [f]
- g: [χ] или [ɣ]
- ng: [ŋ]
- qu: [kw]
- r: [ɹ] када је на крају слога или када после њега постоје још неки сугласници у једносложној речи, нпр.: eerst (први))
- r, rh: [r] у осталим случајевима
- s, sch: [s̠] глас који помало звучи на ш
- sj: [ʃ] или [ɕ]
- t, dt, th: [t]
- tj, tsj: [t͡ʃ] или [t͡ɕ]
- tie: [t͡siː] на крају ријечи
- tiën: [s̠iəːn] на крају или при крају ријечи
- w: [ʋ] глас где се само усне додирују и праве глас в

Двострука слова се читају као и да је само једно написано.

### Специјална комбинација
- gj: [çj]
- ig: [əx] на крају ријечи
- ijk: [ək] на крају ријечи код придева, нпр.: persoonlijk

### Гласови код позајмљеница
- g: [g]

### Гласови на крају речи или пре безвучног сугласника
Гласови на крају речи или пре безвучног сугласника се читају као:
- b: [p]
- g: [k]
- d: [t]
- dj: [t͡ʃ] или [t͡ɕ]

Остала слова и гласови, сем ових у правилу читања, читају се као и у српском.

## Географска распрострањеност
Осим у Краљевини Холандији и Белгији, холандски језик се у прошлости увелико користио и на сјеверу Француске, подручју знаном као Француска Холандија. Данас га је на том подручју практично потпуно замијенио француски језик.
Укупно на свијету постоји око 23 милиона изворних говорника овог језика, без бројања говорника африканског, језика произашлог из холандског који се говори у Јужноафричкој Републици.

## Службени статус
Холандски је службени језик Краљевине Холандије (која обухвата европску Холандију, Арубу и Холандске Антиле). Такође је једини службени језик независне државе Суринам, која је до 1975. била дио Краљевине Холандије. У Белгији има статус једног од трију службених језика државе, те службеног језика покрајине Фландрије. Један је од службених језика ЕУ.
Од 1980. тијело које регулише овај језик је Nederlandse Taalunie. Задатак ове организације је усклађивање и поједностављивање разних књижевних и граматичких аспеката овог језика. Организација је такође задужена и за промоцију холандског језика.
Организација редовно издаје „зелену књижицу“ (groen boekje), списак службених ријечи холандског језика. Од 2005. и Суринам је члан ове организације, тако да се сада уз белгијско-холандске, ту налазе и бројни суринамски изрази.

## Језици произашли из холандског
Блиски рођак холандског језика је африкански који се говори у Јужноафричкој Републици и Намибији. Овај језик је настао већином од разних дијалеката холандског из 17. стољећа. Говорници холандског језика обично могу разумјети и читати африканерски језик.
Такође постоји одређени број креолских језика холандског поријекла, већином у Индонезији и САД.

## Дијалекти
Постоје разни дијалекти холандског, како у Холандији, тако и у Белгији. Обично се дијеле у сљедеће дијалектне групе:
А. Југозападна група (Zeeuws/West-Vlaams)
1. западнофламански, укључује Франс-Вламс у Зеувс-Вламс
B. Северозападна група
C. Североисточна група
D. Средишњосеверна група
E. Средишњојужна група
F. Југоисточна група
G. Суринам

## Примјер текста
```
Alle mensen zijn vrij en gelijk in waardigheid
en rechten geboren. Ze zijn met reden en
gewetens en moeten elkaar ontmoeten in een geest van broederschap.
```

## Граматика
Холандски је инфлекијски језик - што значи да се односи мјеђу рјеченичким елементима исказују променом ријечи, односно додавањем наставака (наставци за падеж, наставци за број, наставци за вријеме за глаголе ...). Холандски је до прије 80 и више година имао четири падежа: номинатив, генитив, датив и акузатив, као и сада њемачки. Данас, стандардни холандски више нема падеже, сем у неким фразама, нпр.: Koninkrijk der Nederlanden (Краљевина Холандија), гдје је у овом случају генитив.

### Чланови и родови
Холандски поседује два одређена, један неодређени члан и одређени члан за множину, као и два рода (заједнички и неутрални, осим код заменица, гдје су ту три рода).
De - означава заједнички род ;
Het - означава средњи род ;
De - означава множину.
Ово је неодређени члан:
Een - означава сва три рода у једнини.
Ово су одрични чланови (који имају идентичне облике и употребу као и неодређени члан, само што се користи и за множину):
Geen - означава сва три рода у једнини и множину.

### Именице
У холандском је специфично да ријечи могу бити јако дуге (сложенице) или да се пишу заједно, гдје се у српском углавном пишу одвојено (стога и немамо утисак да су сложенице), нпр. hondehuisje (срп. кућица за псе).

### Промена глагола
Холандски глаголи се мјењају према:
- једној од две конјугације, слабој и јакој. Постоји око неколико стотина глагола који се неправилно мијењају.
- три лица: првом, другом и трећем
- два броја: једнини и множини
- три начина: индикатив, кондиционал и императив
- два рода: актив и пасив; пасив се дели на статички и динамички.
- два проста времена (презент, претерит) и 4 сложена времена (перфекaт, плусквамперфект, футур, футур II)

Такође постоје бројни начини да се прошири значење основног глагола коришћењем више префикса, нпр. op (један од префикса који мјења значење глагола) + staan (стајати) = opstaan (устати).
Примјер мјењања правилних глагола spelen (играти, свирати):
| Лице                 | једнина                 | множина       |
| -------------------- | ----------------------- | ------------- |
| 1. лице              | ik speel                | wij/we spelen |
| 2. лице (неформално) | jij/je speelt           | jullie spelen |
| 2. лице (формално)   | U speelt                | jullie spelen |
| 3. лице              | hij, zij/ze, het speelt | zij/ze spelen |

Једна ствар специфична не само за глаголе, већ и за остале промјенљиве речи јесте када се основни облик ријечи или корен глагола завршава на један самогласник, а додају се одређене граматике или флексије које би промјениле значење ријечи, самогласник се често удвостручује да би се сачувала дужина гласа (једино се не ради за самогласник i). Треба рећи да се за 2. и 3. лице једнине уклања t са глагола, ако се налази пре заменице.

## Писање
Холандски језик је писан латиничним писмом, поред стандардних 26 латиничних знакова, холандски поседује четири самогласника са прегласима (дијарезама): Ëë, Ïï, Öö и Üü, (дијарезе претежно служе да други самогласник у дифтонгу одвоје да направе одвојени самогласник, да се не би прочитао као један дифтонг) као и посебан самогласник са акутним знаком (Éé), који служи да се разликује нагласак и акценат. Такође, дијаграф IJij се издваја као засебно слово. Притом, када се реч почиње словом са тим дијаграфом на почетку речи или је у питању властита именица, оба се слова се пишу великим почетним словом, нпр.: IJburg (насеље код Амстердама).

## Алфабет
|  |  |  |  |  |  |
|  |  |  |  |  |  |
|  |  |  |  |  |  |
|  |  |  |  |  |  |
|  |  |  |  |  |  |
|  |  |  |  |  |  |

## Примјери холандских фраза
| Превод                          | Фраза | IPA |
| ------------------------------- | ----- | --- |
| холандски                       |       |     |
| здраво                          |       |     |
| довиђења                        |       |     |
| молим                           |       |     |
| хвала                           |       |     |
| тај/онај                        |       |     |
| колико?                         | ?     |     |
| да                              |       |     |
| не                              |       |     |
| колико је сати?                 | ?     |     |
| где је тоалет?                  | ?     |     |
| здравица                        |       |     |
| Да ли говорите енглески/српски? | ?     |     |
| Не разумијем                    |       |     |
| Извините                        |       |     |
| Не знам                         |       |     |

## Примјери
| српски      | холандски |
| ----------- | --------- |
| земља       |           |
| небо        |           |
| вода        |           |
| ватра       |           |
| мушкарац    |           |
| жена        |           |
| јести       |           |
| пити        |           |
| велики      |           |
| мали        |           |
| ноћ         |           |
| дан         |           |
| играти (се) |           |
| ријеч       |           |

## Сличности са њемачким
| српски      | холандски | њемачки |
| ----------- | --------- | ------- |
| земља       |           |         |
| небо        |           |         |
| вода        |           |         |
| ватра       |           |         |
| мушкарац    |           |         |
| жена        |           |         |
| дечак       |           |         |
| девојка     |           |         |
| јести       |           |         |
| пити        |           |         |
| велики      |           |         |
| мали        |           |         |
| ноћ         |           |         |
| дан         |           |         |
| играти (се) |           |         |
| ријеч       |           |         |

Њемачки и холандски дијеле од око 60 до око 70% лексичке сличности. Иако имају доста сличности у граматици и вокабулару, битна разлика измјеђу њемачког и холандског јесте то што холандски припада везерско-рајнској групи западногерманских језика, а њемачки лабској групи западногерманских језика. Такође, њемачки је доживео доста промена сугласника.

## Основни појмови
- Hallo — Здраво
- Goedemorgen — Добро јутро
- Goedendag — Добар дан
- Goedenavond — Добро вече
- Welterusten — Лаку ноћ
- Tot ziens — Довиђења
- Hoe gaat het — Како си/сте, Како иде
- Bedankt, Dank je — Хвала
- Alsjeblieft — Молим
- Ik heet — Ја се зовем
- Ik ben ... (jaar oud) — Ја имам ... година
- Ja — да
- Nee — не
- Бројеви од 0 до 10: 0. nul, 1. één, 2. twee, 3. drie, 4. vier, 5. vijf, 6. zes, 7. zeven, 8. acht, 9. negen, 10. tien